# گامی کوتاه در هندوکش
کتاب A Short Walk in the Hindu Kush (:گامی کوتاه در هندوکش) اثری است از نویسندهٔ سفرنامه‌نویس انگلیسی، اریک نیوبی (Eric Newby) که در سال ۱۹۵۸ (۱۳۳۷) منتشر شد. این کتاب روایتی خودزندگی‌نامه‌ای از ماجراجویی‌های نویسنده در منطقه هندوکش، به‌ویژه در کوه‌های نورستان در شرق افغانستان است؛ سفری که ظاهراً با هدف صعود نخستین به قله میر سمیر انجام شده بود. منتقدان این اثر را طنزآمیز، کاملاً انگلیسی‌مآبانه و سرشار از لحنی فروتنانه دانسته‌اند. این کتاب در نسخهٔ جلد نرم، بیش از ۵۰۰٬۰۰۰ نسخه فروش داشته است. 
رویدادهای کتاب از زندگی نیوبی در صنعت مد لندن آغاز شد و به افغانستان کشیده شد. در این مسیر، نویسنده آموزش بسیار مختصرش در کوه‌نوردی در شمال ولز، توقفی در استانبول، و رانندگی تقریباً فاجعه‌بار از میان ترکیه و ایران را توصیف کرده است. او و همراهانش تا درهٔ پنجشیر برده شدند، جایی که پیاده‌روی خود را آغاز کردند؛ سفری که با رنج‌ها و دشواری‌های کوچک همراه بود و نیوبی آن را با روایتی طنزآمیز و در عین حال آمیخته با تاریخ واقعی نورستان و توصیف‌های گذرا از لحظات نادر زیبایی در طول مسیر بازگو کرده است. اختلاف‌نظرهای نیوبی با همراه فارسی‌زبانش، هیوز کارلس (Hugh Carless)، و عبارت‌های عجیب برگرفته از یک کتاب دستور زبان قدیمی، به شکلی طنزآمیز در متن به کار رفته است.
این کتاب بارها تجدید چاپ شده و دست‌کم در ۱۶ نسخهٔ مختلف انگلیسی و نیز به زبان‌های اسپانیایی، چینی، آلمانی و کرواتی منتشر شده است. هرچند برخی منتقدان — و حتی خود نیوبی — کتاب عشق و جنگ در آپنین‌ها (Love and War in the Apennines) را اثری بهتر می‌دانند، اما گامی کوتاه در هندوکش همان کتابی بود که او را به شهرت رساند. منتقدان متفق‌القول‌اند که این کتاب به‌طرز چشم‌گیری بامزه و طنزآمیز است، آن‌هم به سبک کلاسیک بریتانیایی.

## پیشینه
در سال ۱۹۵۶، اریک نیوبی در سن ۳۶ سالگی به‌طور ناگهانی به حرفهٔ خود در صنعت مد در لندن پایان داد و تصمیم گرفت به گوشه‌ای دورافتاده از افغانستان سفر کند؛ جایی که هیچ انگلیسی‌ای در شصت سال پیش از آن، پا نگذاشته بود.
او تلگرامی برای دوستش، دیپلمات هیو کارلس (Hugh Carless) فرستاد که قرار بود همان سال به‌عنوان دبیر اول سفارت بریتانیا در تهران منصوب شود، و از او خواست که در سفری اکتشافی به شمال افغانستان با وی همراه شود. نیوبی و کارلس آمادگی لازم و تجربهٔ کافی نداشتند، اما با هم عهد بستند که کوه یخ‌زده و در آن زمان دست‌نخوردهٔ میرسمیر (Mir Samir) را که ارتفاعی نزدیک به ۲۰۰۰۰ پا (۵۸۰۹ متر) داشت، صعود کنند.

## کتاب

### انتشار
کتاب A Short Walk in the Hindu Kush نخستین‌بار در سال ۱۹۵۸ توسط انتشارات Secker & Warburg منتشر شد. از آن زمان تاکنون بارها در بریتانیا و ایالات متحده تجدید چاپ شده است. این کتاب به زبان‌های فرانسوی (۱۹۸۹)، اسپانیایی (۱۹۹۷)، چینی (۱۹۹۸)، آلمانی (۲۰۰۵)، سوئدی (۲۰۰۸) و کرواتی (۲۰۱۶) ترجمه شده است.  

نقشه اولیه نورستان با مکان‌های ذکر شده در کتاب

این کتاب با عکس‌های سیاه‌وسفید همراه است که توسط اریک نیوبی یا هیو کارلس گرفته شده‌اند. در آن همچنین دو نقشه دستی دیده می‌شود. نقشه نخست با عنوان «نقشه‌ای برای نشان دادن سفری در نورستان توسط اریک نیوبی و هیو کارلس در سال ۱۹۵۶»، منطقه‌ای به وسعت ۷۵ در ۵۵ مایل را پوشش می‌دهد که از دره پنجشیر در شمال‌غرب آغاز می‌شود و تا نورستان و دره پوشال (لقمان) در جنوب‌شرق امتداد دارد؛ در کنار آن، یک نقشه کوچک‌تر از آسیای مرکزی نیز آمده است که موقعیت این منطقه را در شمال‌شرق کابل نشان می‌دهد. نقشه دوم با عنوان «نورستان»، منطقه وسیع‌تری به اندازه تقریباً ۱۸۵ در ۱۴۰ مایل را شامل می‌شود و شهرهای کابل و جلال‌آباد را در جنوب و ناحیه چترال و کوهستان پاکستان را در شرق نشان می‌دهد.

### پیش‌گفتار
پیش‌گفتاری دوصفحه‌ای از رمان‌نویس انگلیسی ایولین وو (Evelyn Waugh) در ابتدای کتاب آمده که در آن خواندن کتاب را توصیه می‌کند. او به سبک «محاوره‌ای و بی‌تکلف» کتاب اشاره می‌کند و روایت دلنشین آن را «عمیقاً انگلیسی» می‌داند. او ابراز امیدواری می‌کند که نیوبی آخرین نمایندهٔ این «سنت شوخ و خیال‌پردازانه» نباشد. او توضیح می‌دهد که اریک نیوبی نویسندهٔ این کتاب را ابتدا با نویسندهٔ دیگری به همین نام اشتباه گرفته و اعتراف می‌کند (یا تظاهر می‌کند) که در آغاز با تصور اینکه کتاب متعلق به آن شخص دیگر است، آن را به دست گرفته است. وو توصیف طنزآمیز و دلپذیر نیوبی از فروش لباس زنانه را برجسته می‌کند، و سپس به آنچه «ندای طبیعت» می‌نامد (و خودش آن را عبارتی به‌غایت کلیشه‌ای می‌داند) که نیوبی را به رشته‌کوه هندوکش کشاند. در پایان، او «خوانندهٔ عزیز» را دعوت می‌کند که «دل بدهد و از این اثر خاص لذت ببرد». 

### ساختار

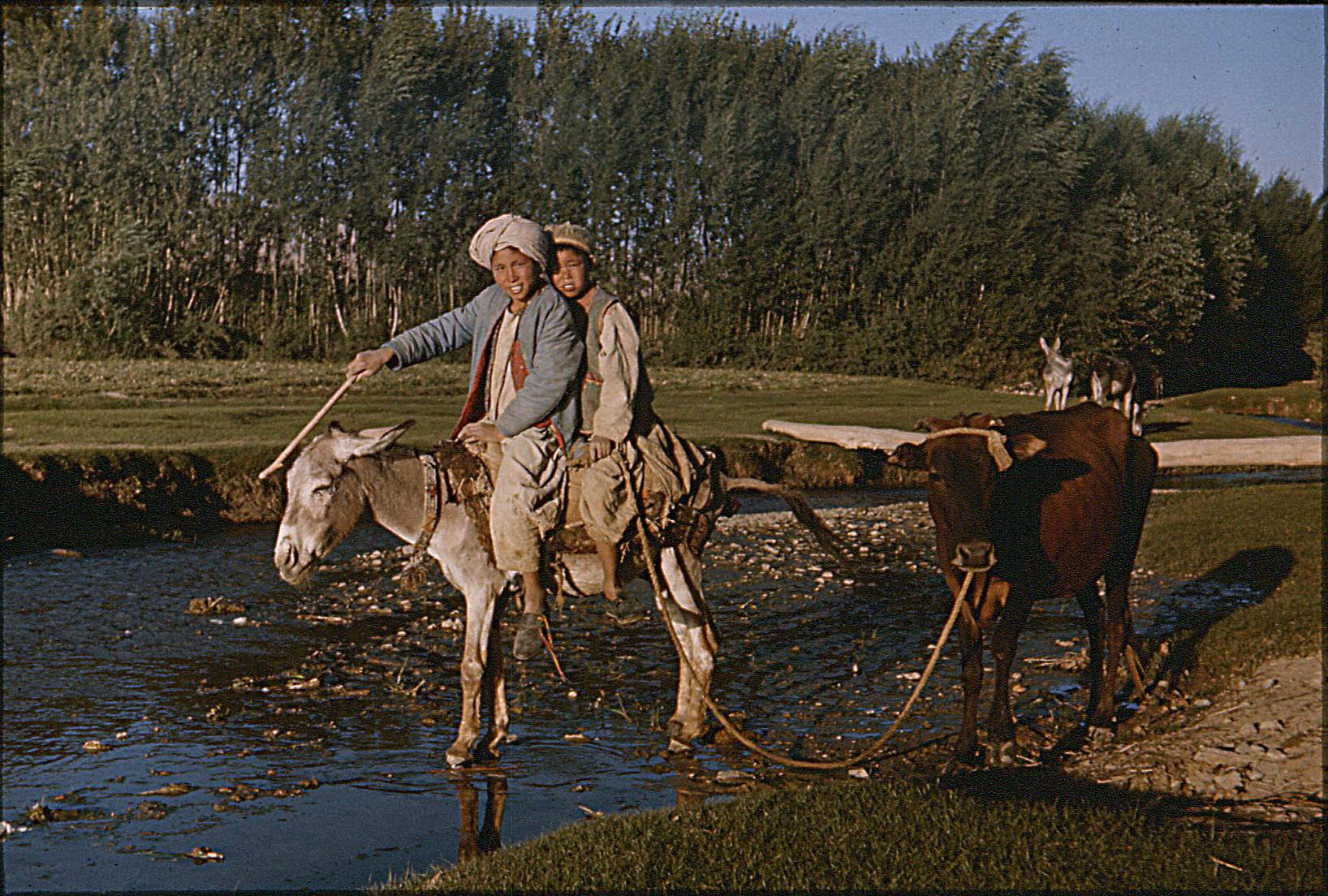
پسرها سوار بر الاغ، افغانستان

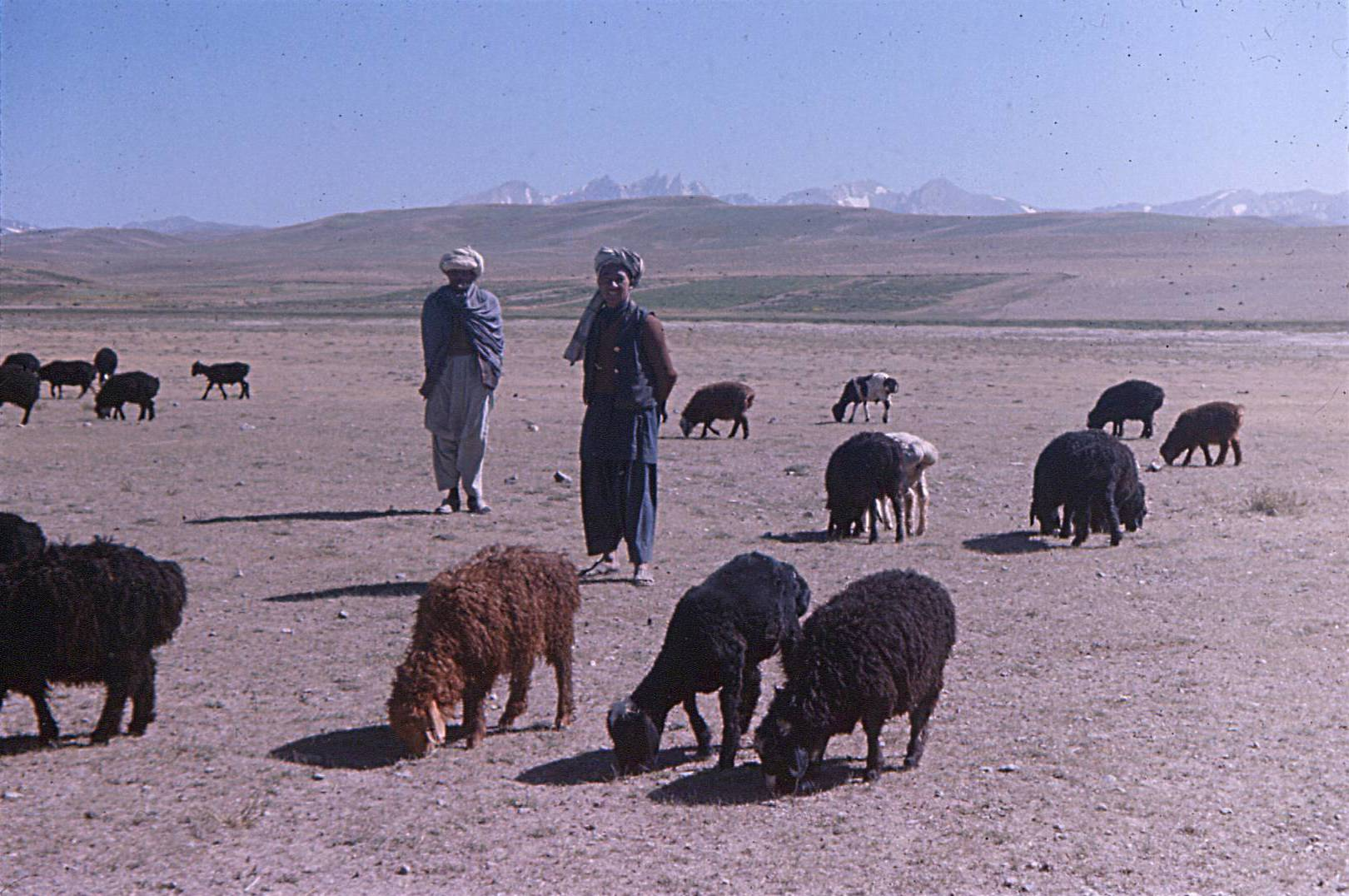
گوسفندان دنبه‌دار در افغانستان

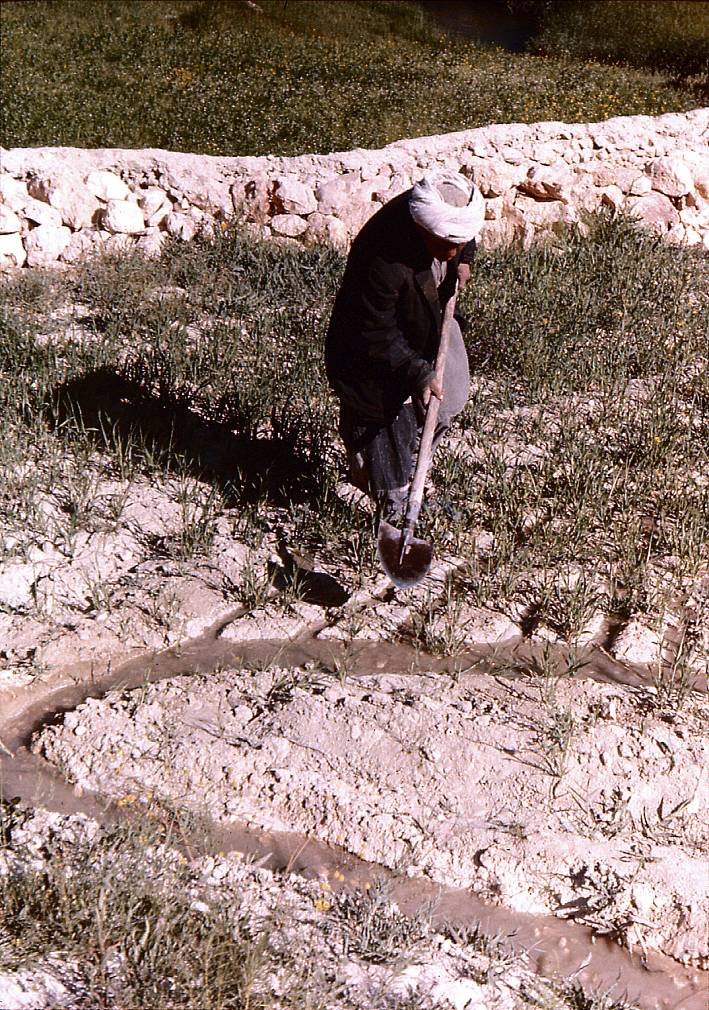
آبیاری دستی در افغانستان

کتاب به صورت روایت اول شخص توسط نیوبی نوشته شده است. نیوبی با شرحی داستانی از نارضایتی‌اش از زندگی در صنعت مد لندن و چگونگی ترک آن آغاز کرده است. او تعریف کرده که چگونه خودش و دوستش کارلس آموزش کوتاهی در فن کوهنوردی دیدند، روی سنگ‌ها و صخره‌های کوچک در شمال ولز. پیشخدمت‌های مهمانخانه کوهنوردانی ماهر بودند و نیوبی و کارلس را از مسیر سختی به نام «آیو سپالکر» (Ivy Sepulchre) در دیناس کراملچ بالا بردند. نیوبی سپس با همسرش واندا به استانبول رفت. آنها با کارلس ملاقات کرده و از آنجا با خودرو از ترکیه به سوی پرشیا (ایران امروزی) عبور می‌کنند. در جاده مجبور می‌شوند ناگهانی ترمز کنند، درست پیش از رسیدن به یک کوچ‌نشین در حال مرگ، و با دشواری پلیس را قانع می‌کنند که آنها موجب مرگ او نشده‌اند.
واندا به خانه بازگشت و مردان از مسیر ایران و افغانستان، در مدت یک ماه پنج هزار مایل می‌راندند؛ از هرات تا کابل. در مسیر، روایت‌هایی طنزآمیز درباره شخصیت‌ها و دشواری‌ها وجود دارد: مثلا «صاحب‌کار عبدل، مردی با دندان‌های شکسته و شیطانی، علاقه شدیدی به هیوج داشت.» نیوبی و کارلس پس از مقدمات و آموزش کوتاه، از کابل به دره پنجشیر رفتند و در خانه‌ای کنار رودخانه اقامت کردند، جایی که هیوج داستان‌های محلی تعریف می‌کرد.
آن‌ها با سه اسب و همراهان محلی حرکت می‌کردند و با مشکلاتی چون گرما، تاول و دل‌درد مواجه بودند. در مسیر، ردپای حیوانات وحشی و روستاهای مخروبه را می‌دیدند و تلاش می‌کردند با طبیعت و شرایط سخت کنار بیایند. کوهنوردی در ارتفاعات هندوکش با یخچال‌های لغزنده و مسیرهای دشوار ادامه داشت و پس از تلاش زیاد، گاه مجبور به بازگشت می‌شدند.
نیوبی و کارلس با استفاده از دستور زبان قدیمی باشگلی(کاتی) و کمک راهنماها، به نورستان رسیدند، جایی گرم و پر از مردمان محلی. آن‌ها با مردم تعامل داشتند، در مراسم محلی اجازه شرکت نداشتند اما از فرهنگ و طبیعت منطقه لذت می‌بردند. مشکلاتی چون بیماری و ضعف جسمی را تحمل می‌کردند و با طبیعت زیبای منطقه ارتباط برقرار می‌کردند.
در بازگشت، از مناطق سرسبز، درختان میوه، و آثار تاریخی رد می‌شدند. مسیرشان به دهکده‌های صخره‌ای و دره‌های پرآب می‌رسید و خاطراتی از سفر، از جمله برخورد با حیوانات وحشی و مردم محلی، در ذهنشان ثبت می‌شد. در نهایت، پس از طی راه طولانی، به قندهار بازگشتند و در آنجا زندگی روزمره را دوباره شروع کردند.

## نقد
منتقدانی چون الکساندر فراتر (Alexander Frater) گفته‌اند که هرچند A Short Walk in the Hindu Kush اثری محبوب و طنزآمیز است، اما از نظر نگارش به پای کتاب بعدی نیوبی، Love and War in the Apennines (۱۹۷۱) نمی‌رسد؛ خود نیوبی نیز با این نظر موافق بود. جان پیلکینگتون (John Pilkington) آن را الهام‌بخش دانسته و از طنز فروتنانه و بریتانیایی نیوبی تمجید کرده است. مایکل شاپیرو (Michael Shapiro) آن را نمونه‌ای کلاسیک از سفرنامه‌نویسی سنتی بریتانیا خوانده و در فهرست کتاب‌های محبوب WorldHum آورده است. بوید تانکین (Boyd Tonkin) در The Independent کتاب را "سفری کلاسیک" توصیف کرده که حس شگفتی نویسنده را حفظ می‌کند.
کری هربرت (Kari Herbert) در گاردین نوشت که نسخه‌ای قدیمی از این کتاب را از پدرش، والی هربرت (Wally Herbert)، به ارث برده و آن را جرقه‌ای برای ماجراجویی دانسته است. این اثر در فهرست‌های Outside و Salon.com نیز در میان بهترین سفرنامه‌ها آمده است. دیلی تلگراف نیز از طنز انگلیسی کتاب و دیدار بامزه نیوبی با ویلفرد تسیجر (Wilfred Thesiger) یاد کرده است.
مارگالیت فاکس (Margalit Fox) در نیویورک تایمز نوشت این سفر باعث شهرت نیوبی شد و سبک نگارش او را سرشار از فروتنی دانست. وی نقد ویلیام داگلاس (William O. Douglas)، قاضی دیوان عالی آمریکا را نقل می‌کند که کتاب را "سرگرم‌کننده و شوخ‌طبع" خوانده است.
رمان‌نویس آمریکایی، ریک اسکیوت (Rick Skwiot)، سبک نیوبی را یادآور A Walk in the Woods اثر بیل برایسون (Bill Bryson) دانسته و از روایت شوخ و صادقانه‌اش تمجید کرده است.
پاتریک هالند (Patrick Holland) و گراهام هاگان (Graham Huggan) در کتاب Varieties of Nostalgia این اثر را نمونه‌ای از طنز حاصل از نوستالژی ساختگی در سفرنامه‌نویسی دانسته‌اند.

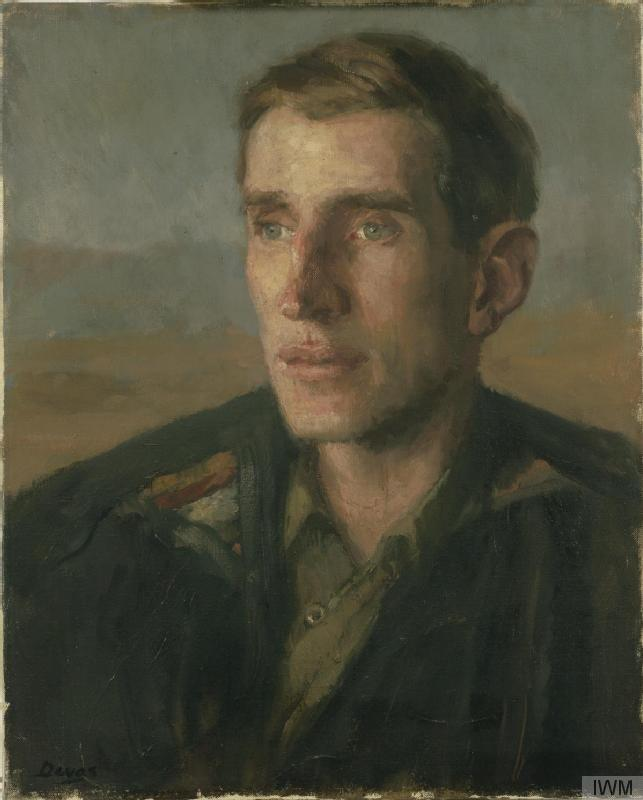
نیوبی در پایان کتاب با ویلفرد تسیگر ، جهانگرد و سفرنامه‌نویس، آشنا می‌شود. نقاشی اثر آنتونی دیواس ، ۱۹۴۴

ساموئل پیکرینگ (Samuel Pickering)، استاد ادبیات، A Short Walk و Slowly Down the Ganges را آثاری «سرگرم‌کننده» و ادامه سنت سفرنامه‌نویسی بریتانیایی چون رابرت بایرون (Robert Byron)، نویسنده سفرنامه جاده اکسیانا توصیف کرده است.

## میراث
آلپ‌نورد اتریشی، آدولف دیمبرگر (Adolf Diemberger)، در گزارشی در سال ۱۹۶۶ تلاش نیوبی و کارلس را برای شناسایی هندوکش مرکزی از نظر کوهنوردی «بی‌اهمیت» خواند، هرچند اذعان داشت که آن‌ها «تقریباً موفق به صعود شدند». در همان سال، بولسواف خواشچینسکی (Boleslaw Chwascinski)، کوهنورد لهستانی، این صعود را «اولین تلاش جدی برای کوهنوردی در هندوکش افغانستان» توصیف کرد.
در جنوری ۲۰۱۲، هیئتی به سرپرستی شورای کوهنوردی بریتانیا (British Mountaineering Council) با الهام از این «کتاب ماجراجویانه مشهور» تلاش کرد تا نخستین صعود زمستانی به قله میر سمیر را انجام دهد، اما به دلیل دزدی تجهیزات، برف عمیق و دشواری مسیر، ناکام ماند.